# Grab der Aline
Als Grab der Aline wird ein altägyptisch-antikes Grab aus der Zeit des römischen Kaisers Tiberius bezeichnet, das 1892 bei Ausgrabungen in Hawara gefunden wurde.

## Fundumstände, Funde und Datierung
Mit dem immer stärker wachsenden Interesse an der Geschichte, der Kultur und nicht zuletzt den Kunstschätzen des Alten Ägyptens in Europa begann in der zweiten Hälfte des 19. Jahrhunderts ein Wettstreit zwischen mehreren europäischen Nationen mit dem Ziel, für ihre repräsentativen nationalen Museen und Sammlungen von Altertümern die möglichst besten Stücke zu sichern. Im Zuge einer solchen Grabungskampagne des deutschen Archäologen Richard von Kaufmann, der sich kurz im März des Jahres 1892 zu Grabungen in Hawara aufhielt, wurde als bedeutendster Fund das sogenannte Grab der Aline entdeckt. Über einen Schacht kam man zu einer schlichten, mit Lehmziegeln ausgekleideten 2,8 m × 3,5 m großen Grube. Solche Kammergräber fanden sich eher selten. In ihr fanden sich acht Mumien. Drei von ihnen waren undekoriert, bei zwei fanden sich Kartonagemasken und drei Mumien waren mit Mumienporträts geschmückt. Das Grab verfügte über keinen Oberbau.
Zu unterst lagen die drei Mumien mit den gemalten Porträts: die Frau Aline und zwei weibliche Kinder. Quer darüber lagen die beiden Mumien mit Kartonagemasken, ein Mann und ein weiteres, älteres Mädchen. Noch einmal quer darüber lagen die drei unverzierten Mumien. Der Fund der Mumienporträts und der Kartonagemasken bewies, dass beide Formen gleichzeitig verwendet wurden und wohl dem Geschmack des Auftraggebers geschuldet waren. Bei den Mumien des Mannes, der Frau und der drei Mädchen waren an den Bindenenden zur Sicherung Tonsiegel angebracht, die mit verschiedenen Gemmen gesiegelt waren. Ein Siegel zeigt Herakles im Kampf mit dem Nemëischen Löwen, andere zeigen Köpfe. Es sind jedoch nicht alle Siegel erhalten. Als Grabbeigabe fanden sich in einem Tontopf Blumengebinde, eine typische Beigabe. Zudem fand man eine nur grob behauene Stele, die eine Inschrift trug:
| ΑΛΙΝΗΙ Η ΚΑΙ ΤΈΝΩC ΗΡΩΔΟΥ ΧΡΉC ΤΗ ΧΑΙΡΕ ΠΟΛΛΑ ΕΤΟΥC Ι ΛΕ Λ ΜΕΣΟΡΉ Ζ | Aline die auch Tonos genannt wurde war die Tochter des Herodes und verstarb im Jahr 10 im Alter von 35 Jahren am 7. Mesore |

Nach dieser Inschrift bekam das Grab seinen Namen. Aline, so wird von den meisten Forschern vermutet, ist die im Grab bestattete Frau mit dem Mumienporträt. Ebenso gehen die Forscher im Allgemeinen davon aus, dass der im Grab bestattete Mann ihr Ehemann war und die drei Mädchen ihre Töchter. Endgültige Sicherheit fehlt jedoch, da das Alter und das Geschlecht der undekorierten Mumien nicht bekannt sind. Ungewöhnlich ist die Trennung des zweiteiligen Geburtsdatums der Inschrift durch das Alter der Verstorbenen. Da die Datierungen im alten Ägypten mit jedem neuen Herrscher bei Null begann, ist hier eine genaue Datierung nicht zuletzt auch durch die Hinweise des Porträts bei der Frisurenmode recht einfach. Es muss sich um das zehnte Regierungsjahr des Kaisers Tiberius, also um das Jahr 24 handeln. Da die Haartracht der Porträts noch einmal in der Zeit der Jahrhundertwende in Mode kam, wäre eine Datierung auch in das zehnte Regierungsjahr von Kaiser Trajan möglich, in der Forschung präferiert man jedoch zum überwiegenden Teil die frühere Datierung. Für die spätere Datierung spräche die dünne und schraffierte Malweise, die für das frühe zweite Jahrhundert typisch war, die Farbgebung der Gewänder in den zu der Zeit besonders beliebten Fliedertönen, die Porträtierung als eher etwas wohlbeleibte Personen sowie die Haar- und Barttracht der Maske das Mannes. Für das plastisch wiedergegebene Halsband der Aline und die ebenfalls plastisch dargestellten Hohlbuckelohrringe der älteren Tochter wurden Vergleichsstücke in Pompeji gefunden und sind demnach wohl eher Hinweise auf eine spätere Datierung. Doch ist nicht klar, wann die Mumien bestattet wurden und ob sie in derselben Generation verstorben sind. Doch da die Porträts stilistisch so nahe beieinander liegen, dass sie wohl binnen kürzerer Zeit von einem Maler geschaffen wurden, liegt ein eng beieinander liegender Sterbezeitraum nahe.
Heute befinden sich die Funde aus dem Grab im Ägyptischen Museum Berlin im Neuen Museum. Von den Findern wurden die Kindermumien komplett nach Berlin geschickt. Die Mumien der Aline und des Mannes wurden schon vor Ort ausgewickelt und nur das Porträt und die Maske gelangten nach Berlin. Alines Schädel wurde dem Anthropologen Rudolf Virchow zugeschickt, der Ähnlichkeiten zwischen Schädel und Porträt finden sollte. Zudem sollte sie dessen pathologische Sammlung ergänzen. Übereinstimmungen konnten mit den damaligen Verfahren jedoch nur zum Teil gefunden werden. Auch Krankheiten oder andere pathologische Befunde fanden sich nicht. Einzig postmortale Veränderungen durch rabiates einbalsamieren wurde erkannt, was zeigt, dass zwar die Kunst des Balsamierens in römischer Zeit noch bekannt war, aber nicht mehr so gut beherrscht wurde wie in pharaonischer Zeit. Der Schädel ging in den Wirren des Zweiten Weltkrieges verloren und steht weiteren Forschungen daher nicht mehr zur Verfügung.

## Mumienporträts und Mumienmasken

### Aline

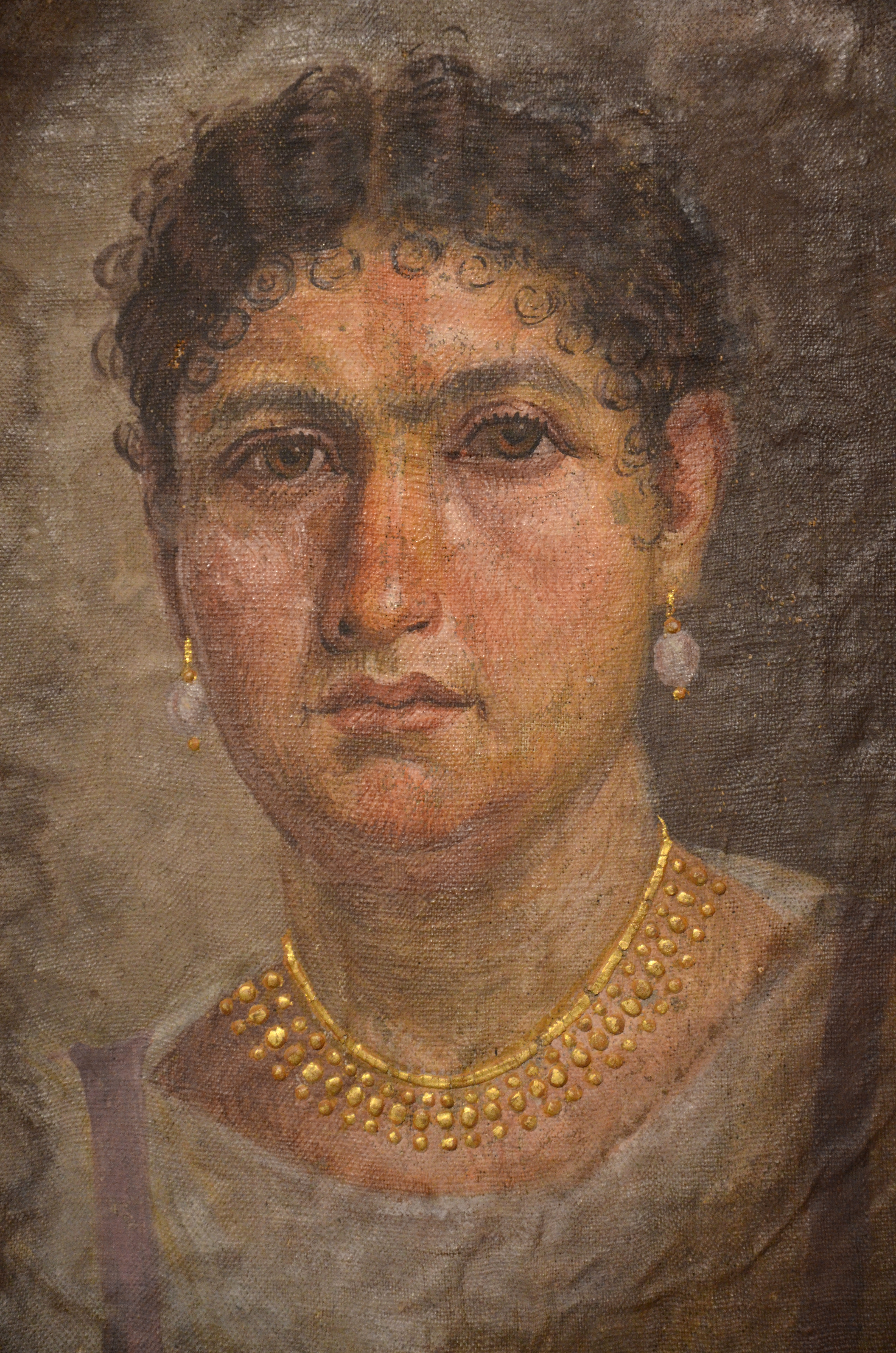
Porträt der Aline

Das Porträt der Aline war wie auch die beiden anderen Porträts der kleinen Mädchen im Tempera-Stil auf Leinwand gemalt worden. Es hat eine Höhe von 40 cm und ist 32,5 cm breit. Unter dem bemalten Tuch wurden Unebenheiten mit Leinwandstücken ausgeglichen, die fest auf das Gesicht gepresst wurden. Somit wirkte das Bild fast wie eben. Manche Porträts sind wohl schon vor dem Tod der Personen gemalt worden. Bei Aline, wo es auf ein Ende des Leichentuchs aufgebracht wurde, scheint es erst nach dem Tod angefertigt worden zu sein. Vorbild war wohl ein schon vorhandenes Bild. Das Bild vermittelt, wie es bei Mumienporträts üblich war, den Eindruck einer dreidimensionalen Tiefe, die für die ägyptische Kunst recht neu war und griechischen und römischen Einflüssen zuzurechnen ist. Ebenso waren Bilder, die Menschen frontal zeigten, die meiste Zeit der ägyptischen Geschichte über unüblich. Ihre wellige Frisur mit Mittelscheitel ist einfach, aber sorgfältig gearbeitet. Auffällig sind die kleinen Löckchen, die über der Stirn angeordnet sind (Ringellöckchenfrisur). Das Gesicht wirkt füllig, aber nicht dick. Es vermittelt den Eindruck, dass diese Frau, die offenbar der mittleren bis oberen Schicht Ägyptens angehörte, ein gutes Leben geführt hatte. Ihr Schmuck ist aufwendig gearbeitet, wirkt aber einfach. Die Kette ist in vergoldetem Stuck auf das Porträt aufgesetzt. Aline trägt eine weiße Tunika, über die Schulter laufen dünne, fliederfarbene Zierstreifen (Clavus). Der Farbton wirkt recht warm. Typisch für die Mumienporträts ist auch der etwas traurige, wehmütige Blick. Das Porträt der Dame in mittlerem Alter ist meisterhaft gestaltet.
Aline ist einer der seltenen Fälle, in denen Personen des Altertums, die nicht zur Führungsschicht gehörten, mit Namen und möglicherweise auch Aussehen bekannt sind.

### Kinder

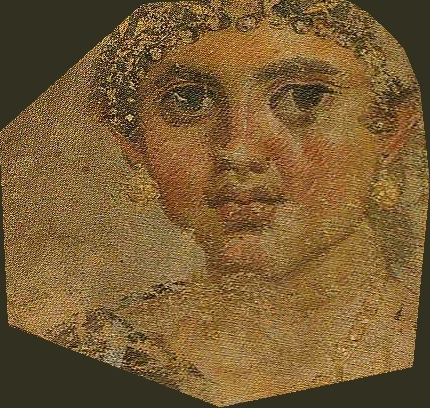
Porträt des älteren Mädchens

Die beiden Mumien der jüngeren Mädchen sind bis heute nicht geöffnet worden. Anfang der 1990er Jahre wurden sie mit moderner Technik untersucht. Das Porträt des älteren Mädchens, wohl die mittlere der drei Töchter Alines und ihres Mannes, ist ähnlich wie ihre Mutter dargestellt. Da sich das Leinenbild jedoch noch auf ihrer Mumie befindet, ist es nicht ganz so gut zu erkennen. Zudem ist es etwas rechtslastig ins Porträtfenster eingepasst. Der Name ist wie der aller Kinder und auch des Mannes nicht bekannt. Auch sie trägt offenbar kostbaren, aber einfachen Schmuck und eine Ringellöckchenfrisur.

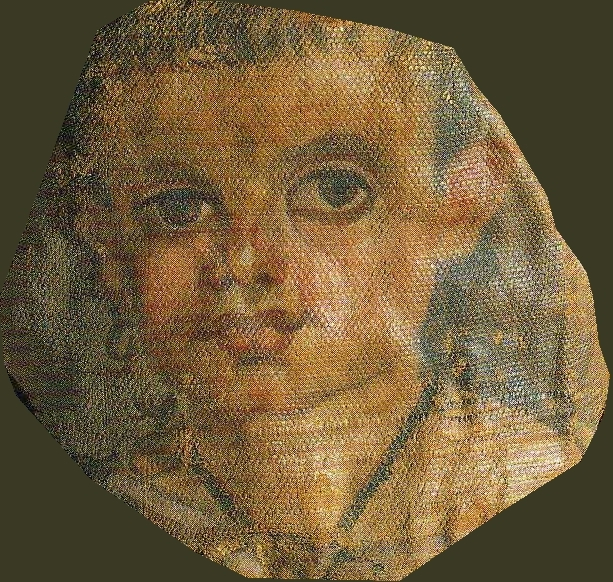
Porträt des jüngeren Mädchens

Das jüngere Mädchen wurde in der Forschung lange Zeit für einen Jungen gehalten. Das pausbackige Kind mit den leicht abstehenden Ohren kann nach neueren Erkenntnissen eindeutig als Mädchen erkannt werden. Um den Hals trägt es an einem Lederband einen Lunula-Anhänger, ein apotropäisches Amulett, das Mädchen und Frauen tragen. Der Chiton hat eine blassviolette Farbe, die ausschließlich von Frauen und Mädchen getragen wurde. Außerdem ist er über die linke Schulter gefallen und entblößt diese. Das ist ein Attribut der Göttin Aphrodite, das ihre erotischen Reize betonen soll („Venus-Pose“). In diesem Zusammenhang wird es auch von Frauen und selbst bei der Darstellung von jungen Mädchen übernommen. Somit kann es keine Zweifel am Geschlecht geben, das sogar in mehrfacher Hinsicht besonders betont wurde.

### Kartonagemasken
Anders als bei den gemalten Porträts wurde bei den Kartonagemasken weniger Wert auf die individuelle Darstellung gelegt. Die Maske der Männermumie ist vergoldet. Der Fund der Masken und der Porträts zeigen, dass beide Formen der Bestattungen nicht nur zur selben Zeit existierten, sondern selbst innerhalb einer Familie üblich sein konnten.